# هری اسمیت (بازیکن فوتبال، زاده ۱۹۰۸)
هری اسمیت (انگلیسی: Harry Smith؛ ۱۱ اکتبر ۱۹۰۸ – ۱۹۹۳ (۸۴−۸۵ سال)) بازیکن فوتبال اهل بریتانیا بود.
از باشگاه‌هایی که در آن بازی کرده‌است می‌توان به باشگاه فوتبال بریستول راورز و باشگاه فوتبال ناتینگهام فارست اشاره کرد.